# هشدار سبز
هشدار سبز (انگلیسی: The Green Alarm) یک فیلم کمدی صامت کوتاه به کارگردانی فرانک گریفین است که در سال ۱۹۱۴ منتشر شد. از بازیگران این فیلم می‌توان به بیلی باورز، اولیور هاردی، ریموند مک‌کی و فرانک گریفین اشاره کرد.